# Кыдырбаев, Ильяс
Ильяс Кыдырбаев (1904 год, аул Акынтогай, Туркестанский край, Российская империя — дата и место смерти неизвестны) — колхозник, чабан, Герой Социалистического Труда (1964). Заслуженный мастер животноводства Казахской ССР.

## Биография
Родился в 1900 году в ауле Акынтогай Туркестанского края, Российская империя (сегодня — Отырарский район Южно-Казахстанской области, Казахстан). C раннего возраста занимался пастушеским делом. В 30-х годах XX столетия вступил в колхоз «Овцевод» Кзылкумского района Чимкентской области. В 1943 году был призван в Красную Армию. Участвовал в Великой Отечественной войне. После демобилизации возвратился в Казахстан, где продолжил работу чабаном в родном колхозе.
В 1957—1960 годах ежегодно выращивал по 128—130 ягнят от 100 овцематок. За этот труд был удостоен звания Заслуженный мастер животноводства Казахской ССР. В 1961—1963 годах ежегодно выращивал по 150 ягнят от 100 овцематок. От каждой овцы он получал в среднем по 3,2 килограмма шерсти. За этот доблестный труд был удостоен в 1964 году звания Героя Социалистического Труда.

## Награды
- Герой Социалистического Труда — указом Президиума Верховного Совета СССР от 18 февраля 1964 года;
- Орден Ленина (1949);